# San Martín Chalchicuautla
San Martín Chalchicuautla es una localidad del estado mexicano de San Luis Potosí, cabecera del municipio homónimo.

## Toponimia
La localidad se conoció inicialmente con el nombre «Martín y Luis», como mención al fundador o fundadores. El agregado Chalchicuautla deriva de la palabra de origen azteca que significa «esmeralda sin pulir». Chalchihuitl en náhuatl significa «esmeralda» o «esmeralda basta».

## Geografía
Se encuentra en la ubicación 21°22′10″N 98°39′41″O / 21.36944, -98.66139, a una altura aproximada de 220 m s. n. m. La zona urbana ocupa una superficie de 1.322km².

## Demografía
Según los datos registrados en el censo de 2020, la población de San Martín Chalchicuautla es de 2672 habitantes, lo que representa un decrecimiento promedio de -0.91% anual en el período 2010-2020 sobre la base de los 2922 habitantes registrados en el censo anterior. Al año 2020 la densidad poblacional era de 2022 hab/km².
| Gráfica de evolución demográfica de San Martín Chalchicuautla entre 2000 y 2020 |
|                                                                                 |
| Fuente: Instituto Nacional de Estadística Geografía e Informática               |

La población de San Martín Chalchicuautla está mayoritariamente alfabetizada, (8.94% de personas mayores de 15 años analfabetas, según relevamiento del año 2020), con un grado de escolaridad algo inferior a los 9 años. El 22.19% de la población se reconoce como indígena. 

El 93.5% de los habitantes de San Martín Chalchicuautla profesa la religión católica.
En el año 2010 estaba clasificada como una localidad de grado alto de vulnerabilidad social. Según el relevamiento realizado, 1038 personas de 15 años o más no habían completado la educación básica, —carencia conocida como rezago educativo—, y 470 personas no disponían de acceso a la salud.